# Száz kilométeres nagyságrend
A száz kilométeres nagyságrend a hosszúságok olyan csoportja, melybe tartozó értékek a száz kilométeres (105 m) hosszúsághoz kötődnek. A mindennapi életben a száz és ezer kilométer közötti hosszúságértékeket soroljuk ide, tudományos és műszaki értelemben viszont a nagyságrend a tíznek az adott mennyiséghez legközelebbi hatványa, ezért a száz kilométeres nagyságrend kb. 31,62 km-től 316,2 km-ig terjed.
Néhány példa a száz kilométeres nagyságrendbe tartozó hosszúságokra:
- 100 km: a Kármán-vonal magassága a Föld felszínétől (Az a magasság, ahol egy jármű már nem tud a felhajtóerő segítségével repülni.)
- 125 km: az Ardèche folyó hossza (Franciaország)
- 160 km: a Reuss folyó hossza (Svájc)
- 200 km: Newport és London távolsága (Egyesült Királyság)
- 250 km: az Eris törpebolygó holdjának, a Düsznomiának az átmérője
- 315 km: a Firenze–Róma nagysebességű vasútvonal hossza (Olaszország)
- 400 km: a Spree folyó hossza (Németország)
- 500 km: Agadir és Casablanca távolsága (Marokkó)
- 630 km: Antalya tartomány tengerpartjának hossza (Törökország)
- 800 km: Réunion és Madagaszkár szigetek távolsága (Indiai-óceán)